# Synothele rastelloides
Synothele rastelloides là một loài nhện trong họ Barychelidae. Loài này phân bố ờ Tây Úc.